# كارلوس فرينش
كارلوس فرينش (بالإنجليزية: Carlos French) هو سياسي أمريكي، ولد في 6 أغسطس 1835 في الولايات المتحدة، وتوفي بنفس المكان في 14 أبريل 1903. حزبياً، نشط في الحزب الديمقراطي. انتخب عضو مجلس نواب كونيتيكت وانتخب عضو مجلس النواب الأمريكي.